# Francesca da Rimini (Čajkovskij)
Francesca da Rimini, Op. 32 è una fantasia per orchestra in Mi minore di Pëtr Il'ič Čajkovskij. Il soggetto è tratto dall'episodio di Paolo e Francesca del Canto V dell'Inferno di Dante Alighieri.

## Storia
Composta in meno di tre settimane dopo un viaggio a Bayreuth durante il quale Čajkovskij aveva ascoltato per la prima volta L'anello del Nibelungo di Wagner, la partitura fu terminata il 17 novembre 1876 e fu eseguita in prima assoluta a Mosca il 25 febbraio 1877 sotto la direzione di Nikolaj Rubinštejn.
La partitura, che reca la dedica all'allievo Sergej Ivanovič Taneev, fu edita da Jurgenson, a Mosca, nel 1878.

## Struttura
La fantasia è articolata in tre parti, secondo una struttura ABA'.
La sezione iniziale rappresenta "La bufera infernal che mai non resta" (Inferno, V, 31), ossia il vento che trascina con violenza, di qua e di là, le anime dannate dei lussuriosi.
La sezione centrale è il canto d'amore di Francesca, affidato dapprima al clarinetto solista e sviluppato poi, secondo un procedimento tipico di Čajkovskij, per accumulo di materiali sonori, fino ad esiti parossistici.
Il suono dei corni richiama infine i protagonisti alla realtà infernale: il tempo della confessione e del ricordo è finito, per gli amanti ricomincia l'eterno tormento.

## Caratteri stilistici
Composta di getto e con entusiasmo («brucio dal desiderio di scrivere un poema sinfonico su Francesca» - «Ho appena terminato il mio nuovo lavoro: una fantasia su Francesca da Rimini. L'ho scritta con amore e l'amore mi sembra che sia emerso abbastanza bene.), Francesca da Rimini rappresenta uno dei momenti di massimo avvicinamento di Čajkovskij agli esponenti della scuola nazionale russa noti come il Gruppo dei Cinque. Il suo carattere visionario e romantico decretò il successo del lavoro, attirandogli tra l'altro le simpatie del nazionalista Milij Alekseevič Balakirev che lo giudicò il capolavoro di Čajkovskij. Più tiepido diventò negli anni il giudizio dell'autore, alla continua ricerca della perfezione formale.
Altrettanto singolare è il fatto che Čajkovskij lesse il canto dantesco sul treno che l'avrebbe portato ad incontrare a Bayreuth l'odiata musica di Wagner. Le sonorità degli ottoni e gli intensi cromatismi dell'Allegro iniziale sembrano infatti richiamare L'anello del Nibelungo, mentre la sezione cantabile include un passaggio dell'addio di Wotan che chiude La Valchiria. La stessa inusitata lunghezza di questa melodia sembra ispirata al principio wagneriano della melodia infinita.